# Ейдін (Каліфорнія)
Ейдін (англ. Adin) — переписна місцевість (CDP) в США, в окрузі Модок штату Каліфорнія. Населення — 205 осіб (2020).

## Географія
Ейдін розташований за координатами 41°11′58″ пн. ш. 120°57′24″ зх. д. / 41.19944° пн. ш. 120.95667° зх. д. (41.199312, -120.956779).  За даними Бюро перепису населення США в 2010 році переписна місцевість мала площу 8,92 км², з яких 8,90 км² — суходіл та 0,02 км² — водойми.

## Демографія
Згідно з переписом 2010 року, у переписній місцевості мешкали 272 особи в 124 домогосподарствах у складі 71 родини. Густота населення становила 31 особа/км².  Було 144 помешкання (16/км²).
Расовий склад населення:
| - 88,2 % — білих - 2,9 % — корінних американців - 0,7 % — чорних або афроамериканців - 3,3 % — осіб інших рас |

До двох чи більше рас належало 4,8 %. Частка іспаномовних становила 11,8 % від усіх жителів.
За віковим діапазоном населення розподілялося таким чином: 21,0 % — особи молодші 18 років, 60,2 % — особи у віці 18—64 років, 18,8 % — особи у віці 65 років та старші. Медіана віку мешканця становила 47,3 року. На 100 осіб жіночої статі у переписній місцевості припадало 91,5 чоловіків;  на 100 жінок у віці від 18 років та старших — 85,3 чоловіків також старших 18 років.
За межею бідності перебувало 12,6 % осіб, у тому числі 0,0 % дітей у віці до 18 років та 23,3 % осіб у віці 65 років та старших.
Цивільне працевлаштоване населення становило 30 осіб. Основні галузі зайнятості: будівництво — 36,7 %, сільське господарство, лісництво, риболовля — 30,0 %, освіта, охорона здоров'я та соціальна допомога — 20,0 %, мистецтво, розваги та відпочинок — 13,3 %.